# Telescoopvissen
Telescoopvissen (Giganturidae) zijn een familie van straalvinnige vissen uit de orde van Draadzeilvissen (Aulopiformes).

## Geslacht
- Gigantura A. B. Brauer, 1901